# Cholnoky László (gyógyszerész)
Csolnokosi Cholnoky László (Ozora, 1899. május 29. – Pécs, 1967. június 12.) Kossuth-díjas (1959) magyar vegyész és gyógyszerész, a Magyar Tudományos Akadémia levelező tagja (1960).

## Élete és munkássága
Cholnoky Lajos (1855–1930) községi jegyző, anyakönyvvezető és Reisner Mária fiaként született.
A középiskolát 1917-ben fejezte be Veszprémben. Az első világháború idején katonai szolgálatra hívták be, ahol rövid kiképzést követően tüzérként a frontra vezényelték, a háborút követően főhadnagyi rangban szerelt le.
Ezután gyógyszerész-gyakornok lett Kunmadarason, majd a budapesti Váci úti Janicsári Patikában. 1924-ben szerzett a Budapesti Tudományegyetemen gyógyszerészdoktori diplomát, Winkler Lajos tanítványaként.
Miután végzett, a Pécsre áthelyezett Erzsébet Tudományegyetem orvosi-vegytan tanszékén helyezkedett Zechmeister László professzor mellett tanársegédként, majd adjunktus és intézeti tanár lett (1924-1940). 1930-ban szerezte meg vegyészeti doktorátusát. Közben tanulmányúton volt Grazban, ahol a Nobel-díjas Fritz Pregl professzornál elsajátította a szerves anyagok mikroanalitikai módszereit. 1934-től egyetemi magántanár. 1940-től helyettesként, 1946-tól rendkívüli-, 1948-tól kinevezett egyetemi tanárként haláláig vezette a Pécsi Tudományegyetem kémia tanszékét. 1961-től 1964-ig az egyetem rektora volt.
1952-ben a kémiai tudományok doktora lett, 1959-ben Kossuth-díjjal tüntették ki. A Magyar Tudományos Akadémia 1960-ban levelező tagnak választotta, székfoglalójában is a karotinoidok szerkezetéről, biogeneziséről és funkciójáról tartott előadást.
Kutatási területe elsősorban a karotinoidok kémiája. Professzorával közösen számos általuk izolált karotinoid festék szerkezetét állapították meg. Jelentős érdeme még, hogy Zechmeister Lászlóval az elsők között vezette be a kromatográfiás módszert a preparatív szerves kémiába.

## Emlékezete
- A Dél-Dunántúl neves gyógyszerészei című, 2014-ben megjelent enciklopédikus kötetben bemutatják életét és munkásságát.[3]
- A Pécsi Tudományegyetem Gyógyszerésztudományi Kara szakkollégiumot nevezett el róla[4]
- A Pécsi Tudományegyetem díjat nevezett el róla[5]